# La Chapelle-Heulin
La Chapelle-Heulin is een plaats in Frankrijk in het departement Loire-Atlantique in de regio Pays de la Loire. De gemeente telde 3.443 inwoners op 1 januari 2022.

## Geografie
De oppervlakte van La Chapelle-Heulin bedroeg op 1 januari 2022 13,47 vierkante kilometer; de bevolkingsdichtheid was toen 255,6 inwoners per km².

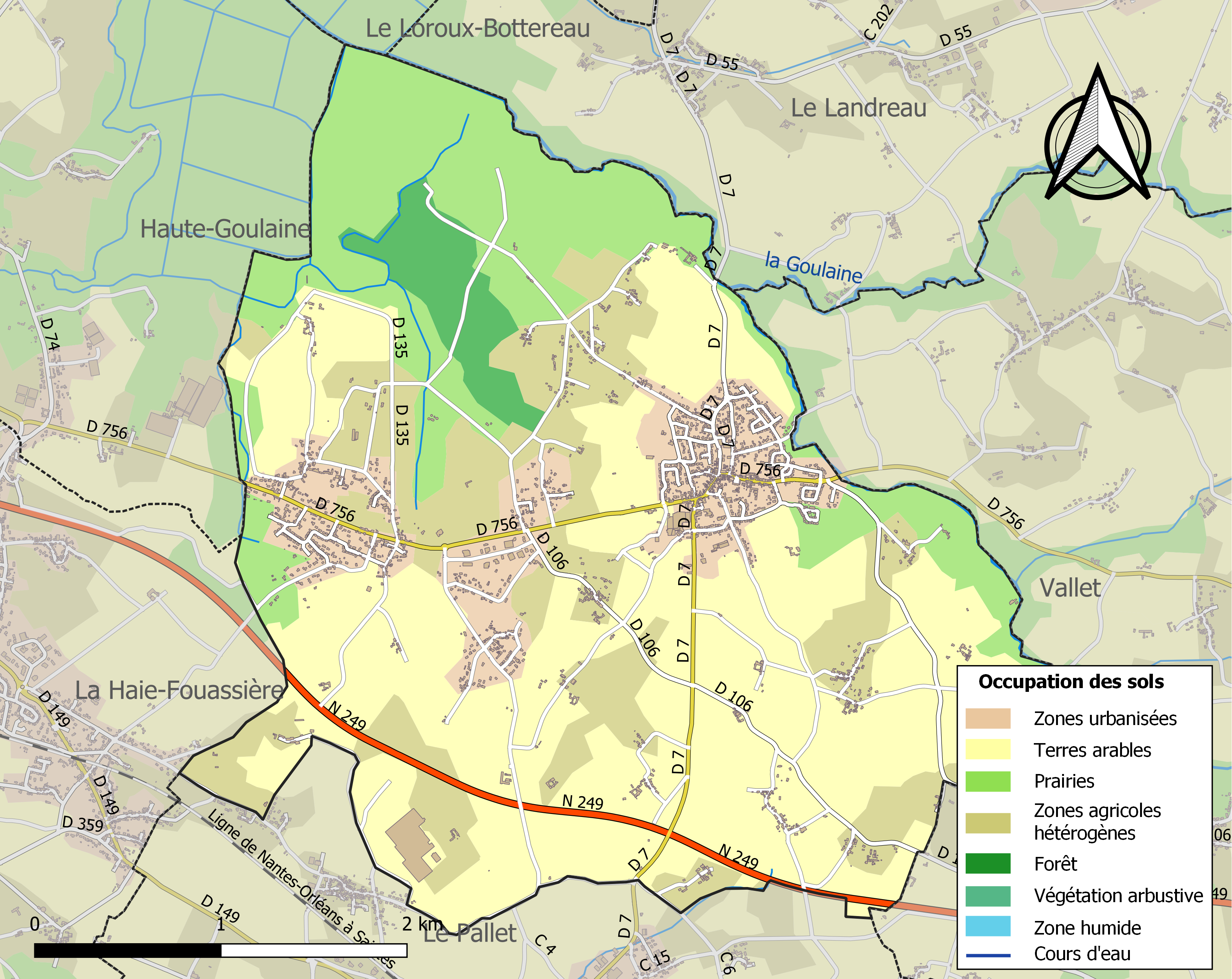
Kaart van de gemeente met de belangrijkste infrastructuur, bodemgebruik en omliggende gemeenten

## Demografie
Onderstaande figuur toont het verloop van het inwonertal (bron: INSEE-tellingen).